# Poecilanthrax moffitti
Poecilanthrax moffitti är en tvåvingeart som beskrevs av Joseph Hannum Painter och Hall 1960. Poecilanthrax moffitti ingår i släktet Poecilanthrax och familjen svävflugor.
Artens utbredningsområde är Kalifornien. Inga underarter finns listade i Catalogue of Life.